# Шредерс, Варвара Григорьевна
Варвара Григорьевна Шредерс, урождённая Ломоносова (1852—1901/1902) — русский педагог. Первый директор Владикавказской общественной библиотеки.

## Биография
Родилась 30 марта 1852 года[по какому календарю?] в родовом имении Ломоносовых в селе Екатериновка (Сычёвский уезд, Смоленская губерния). Семья отца состояла в родстве со многими знатными русскими дворянскими фамилиями.
В 1862 году стала воспитанницей Московского Екатерининского института, который в 1869 году окончила с отличием, хотя шифра не получила.
В заграничной поездке, куда она отправилась в качестве гувернантки в знакомой семье, её заинтересовало школьное дело, а в Вене на выставке рукодельных изделий заинтересовалась программой рукоделия в школьных классах. Вернувшись в Москву, продолжила обучение на Высших женских курсах. Через два года блестяще сдала экзамены и так хорошо сдала пробный урок, что администрация высших курсов предложила ей место учительницы в Сущёвском 1-м женском городском начальном училище. Через год вышла замуж за Владислава Доминиковича Шредерса и переехала в Гжатск, где её муж был мировым судьёй.
Спустя год, в 1877 году, открыла в Гжатске начальную школу, в которой вела все занятия, кроме Закона Божьего. Выпускники школы хорошо выдерживали экзамены в средние учебные заведения и когда она предложила открыть в Гжатске женскую прогимназию, эта мысль встретила полное сочувствие: в 1880 году женское приходское училище было преобразовано в четырёхклассную Александровскую женскую прогимназию, начальницей которой, до 1888 года, была Шредерс.
В сентябре 1888 года Шредерсы переехали во Владикавказ, куда перевели по службе главу семейства. Здесь Варвара Григорьевна также решила открыть школу и обратилась за содействием к инспектору народных училищ С. Ф. Грушевскому, но он предложил ей быть заведующей двухклассным городским училищем и 12 марта 1889 года была утверждена заведующей училища. В 1898 году двухклассное училище было преобразовано в трёхклассную прогимназию с двухгодичным профессиональным классом. Программу обучения В. Г. Шредерс разработала самостоятельно. В этом же году для женской прогимназии было построено здание на Михайловской улице.
В 1890 году по её инициативе во Владикавказе была открыта также женская воскресная школа, которая послужила примером для создания подобных учебных заведений в станицах и сёлах Терской области. При этой школе стала собирать библиотеку художественной литературы, но её мечтой было открытие во Владикавказе общественной публичной библиотеки. Эту идею поддержал один из её друзей — Коста Хетагуров; после преодоления множества препон, 20 сентября 1895 года была открыта Владикавказская общественная библиотека в здании купца Андреева на Александровском проспекте. Фонд библиотеки первоначально состоял из 50 пожертвованных книг, но к 1911 году он насчитывал уже 7174 книги. В. Г. Шредерс первая завела во Владикавказе чтения с волшебным фонарём, сначала в воскресной школе, а потом в тюрьме.
Участвовала в деятельности благотворительного «Общества по распространению образования и технических сведений среди горцев Терской области».
По свидетельству современников, В. Г. Шредерс была музой для Коста Хетагурова, который был обожателем её «ума и сердца»; он посвящал ей стихи и писал для неё картины. Попечитель Кавказского учебного округа после посещения женской прогимназии сказал: «Второй раз в жизни встречаю такого прекрасного человека. Есть у меня ещё начальница прогимназии, чудная старушка, которая тоже всю жизнь посвятила другим, как и вы».
Скончалась в декабре 1901 года, в возрасте 50 лет и была похоронена во Владикавказе, у церкви Александра Невского.